# Камасутра
Камасу́тра (санскр. कामसूत्र, IAST: Kāmasūtra) — древнеиндийский трактат, посвящённый теме камы — сферы чувственной, эмоциональной жизни, влечения и любви.
«Камасутра» опирается на многочисленные предшествующие труды в области камашастры — учения о каме и, благодаря своей полноте и систематичности, многими рассматривается как основополагающий труд в этой области в санскритской литературе. Автор текста — Ватсьяяна. Полное название этого произведения — «Ватсьяяна кама сутра» («Наставление о каме, принадлежащие Ватьсьяяне»). Полагают, что автор жил в III—IV веках н. э., вероятно, в государстве Гуптов.

## Разделы
Камасутра содержит 64 главы, собранные в 49 частей, объединённые в 7 разделов. Разделы Камасутры:
1. Общий (5 глав) — о любви вообще, её месте в жизни человека.
2. О любовном соединении (15 глав) — глубокий анализ поцелуев, различных типов предварительных ласк, оргазма, список сексуальных позиций, оральный секс (аупариштака), парафилии, а также ситуации любовного треугольника (семьи втроём — муж, жена и любовница мужа).
3. Об обращении с девушками (9 глав) — ухаживание и свадьба.
4. Относительно замужних женщин (8 глав) — об отношениях в семье между мужем и жёнами, как жёнам следует вести себя.
5. О чужих жёнах (10 глав) — в основном об обольщении.
6. О гетерах (9 глав).
7. Тайное наставление (6 глав) — о том, как очаровывать окружающих и восстанавливать влечение.

## Содержание
«Камасутра» описывает всего 64 сексуальные позиции, называя их «искусствами». Ватсьяяна полагал, что есть 8 способов заниматься любовью, по 8 позиций в каждом способе. В книге они называются «64 искусства»[уточнить]. Раздел «О любовном соединении», рассматривающий сексуальные практики и позиции, наиболее широко известен, и в современной массовой культуре он переиздаётся чаще всего (зачастую в версиях, весьма далёких от оригинала). Часто этот раздел даже принимают за всю книгу целиком.
Вместе с тем, сексуальным практикам посвящена всего примерно пятая часть книги, а собственно позам в сексе — три главы общей длиной, то есть едва больше сотни сутр. В остальных разделах говорится о том, как быть хорошим гражданином, а также предлагаются размышления о взаимоотношении мужчин и женщин. «Камасутра» называет занятия сексом «божественным единением». Ватсьяяна полагал, что в сексе как таковом нет ничего предосудительного, но заниматься им легкомысленно — грешно.
Из-за большой популярности в современной западной культуре, с «Камасутрой» нередко ассоциируются и смешиваются любые другие индийские трактаты о чувственной, физической любви — такие как средневековый трактат Кокошастра или более поздняя поэтическая Ананга Ранга.
Российский востоковед, индолог А. А. Вигасин отмечает:
«Камасутру» часто определяют как учебник сексологии. Однако Ватсьяяна (I. 2. 12) предлагает более общее определение понятию kāma: это удовольствие, которое испытывает человек в результате приятного воздействия (anukūlyataḥ pravṛttiḥ) на его органы чувств (зрение, слух, обоняние, вкус, осязание). Сюда же, естественно, входит и сексуальное удовлетворение (I. 2. 12) вследствие «особого рода прикосновений» (sparśaviśeṣa). «Камасутра» – трактат о том истинном наслаждении, которое способен испытывать только человек рафинированной культуры. Эротика – неотъемлемая часть этой культуры.

### Однополые отношения
Камасутра включает стихи, описывающие гомосексуальные отношения, такие как оральный секс между двумя мужчинами, а также между двумя женщинами. Лесбийские отношения подробно описаны в главах 5 и 8 Книги 2.
По словам Донигера, «Камасутра» обсуждает однополые отношения через понятие «трития пракрити», буквально «третья сексуальность» или «третья природа». В «Искуплении Камасутры» Донигер заявляет, что «Камасутра существенно отходит от дхармического взгляда на гомосексуальность», где появляется термин «клиба». В современных переводах это было неточно переведено как «евнух» — или кастрированный мужчина в гареме, а королевский гарем не существовал в Индии до турецкого присутствия в девятом веке. Санскритское слово «клиба», встречающееся в старых индийских текстах, означает «человека, который бездействует как мужчина», как правило, в уничижительном смысле. «Камасутра» вообще не использует уничижительный термин «клиба», а вместо этого говорит о «третьей природе» или, в контексте сексуального поведения, как о «третьей сексуальности». В тексте говорится, что существует два вида «третьей природы»: в одном, мужчина ведет себя как женщина, а в другом, женщина ведет себя как мужчина. В одном из самых длинных последовательных наборов стихов, описывающих половой акт, «Камасутра» описывает технику фелляции между мужчиной, одетым как женщина, который делает фелляцию другому мужчине.
В тексте также упоминается однополое поведение между двумя женщинами, например, когда девушка теряет девственность с подругой, когда они используют свои пальцы, а также оральный секс и использование секс-игрушек между женщинами. «Свайрини», термин, который Даниэлу переводит как лесбиянка, описывается в тексте как женщина, которая живет супружеской жизнью с другой женщиной или сама заботится о себе, не интересуясь мужем. Кроме того, в тексте есть несколько мимолетных замечаний о бисексуальных отношениях. В «Камасутре» также упоминается «притворная игра» в садомазохизм, и групповой секс.

## Значение
«Камасутра» в наше время не утратила значения как руководство сексуальности и памятник в истории сексологии. Она также является историческим документом, описывающим бытовые и общественные (не только сексуальные) обычаи и практики Древней Индии  III—IV веков н. э.

## Переводы
См. также: Общество Камасутры
На английском языке «Камасутра» впервые была опубликована в Англии в 1883 году в переводе с санскрита, выполненным капитаном сэром Ричардом Бёртоном. Он владел двадцатью девятью языками, относящимися к различным языковым семьям, тем не менее не знал санскрита, на котором была написана Камасутра. Бёртону предстояло списаться с Фостером Фитджеральдом Арбетнотом (ему принадлежала копия произведения), и они решили перевести классическое руководство по сексу на английский язык. Далее они наняли индийского учёного Бхагванлала Индраджи, чтобы он сделал набросок по-английски. Уже затем Бёртон отредактировал текст.
Переводчики ожидали трудностей с цензурой и оправдывались тем, что книга издана за пределами Англии и предназначена для исследовательских целей. Кроме того, её первым изданиям была назначена завышенная цена, что исключало покупку широкими слоями общества. Книга издавалась частными издательствами редкими тиражами вплоть до сексуальной революции 1960-х годов. Впоследствии в странах Европы книга издаётся достаточно часто. Существует ряд переводов только на английский язык.
На русский язык Камасутра переведена в 1983 году. В 1993 году в переводе и с комментариями А.Я. Сыркина издана в рамках научной серии книг «Памятники письменности Востока» (том CXI).

## Позиции Камасутры
Хотя «Камасутра» не была иллюстрирована, и большинство поз описаны в ней весьма кратко или вовсе лишь названы, зачастую эротические миниатюры могольской живописи и вышедших из неё в XVI—XIX веках индийских школ и стилей описываются как «иллюстрации к Камасутре».
Среди описанных сексуальных позиций: «Зевок, Краб, Забивание гвоздя» и т. д. Многие позиции названы по имени животных, которым следует подражать в данном случае (отмечается также, что при этом партнёры должны копировать звуки указанных животных).